# The Blackcoat's Daughter
The Blackcoat's Daughter (també coneguda com February) és una pel·lícula de terror psicològic sobrenatural del 2015 escrita i dirigida per Osgood Perkins. La pel·lícula és protagonitzada per Emma Roberts, Kiernan Shipka, Lucy Boynton, Lauren Holly i James Remar.
La pel·lícula es va estrenar al Festival Internacional de Cinema de Toronto de 2015 abans de ser estrenada a través de vídeo a la carta el 16 de febrer de 2017 per DirectTV Cinema. Es va estrenar als cinemes als Estats Units el 31 de març de 2017 per A24. La pel·lícula va rebre crítiques generalment positives.

## Argument
La trama es divideix en tres línies temporals. Les dues primeres, "Rose" i "Joan", s'entrecreuen entre elles abans que s'introdueixi una tercera línia de temps, "Kat", i constitueix el clímax de la pel·lícula.
Rose
Al febrer, els estudiants de la prestigiosa Acadèmia Bramford, un internat catòlic al nord de l'estat de Nova York, estan a punt de ser recollits pels seus pares per a una pausa d'una setmana. Kat, una estudiant de primer any, i la Rose, una estudiant superior, es queden enrere. Sospitant que podria estar embarassada, Rose ha mentit als seus pares sobre les dates de vacances per guanyar temps. Kat té un somni premonitori dels seus pares morint en un accident de cotxe. Aquella nit, la Rose marxa amb el seu xicot per informar-li de l'embaràs. Mentrestant, Kat rep una trucada. Hores més tard, Rose torna i troba la Kat a la sala de calderes, postrant-se repetidament davant la caldera. Kat parla crípticament i afirma que els seus pares han mort, pertorba a Rose. Després que la Rose se'n va, el cos de Kat comença a convulsions i a retorçar-se al llit.
L'endemà al matí, la Rose i una Kat d'aspecte malaltís s'uneixen a les monges per esmorzar, on Kat es comporta de manera irregular, vomita i maleeix les monges. Després de rebre una alarmant trucada telefònica, les monges ordenen a Rose que tregui el camí d'accés "a la terra" per al retorn brusc del director Gordon. Gordon arriba amb un policia; quan entren a la cabana de les monges, es veu una taca de sang a la paret i els homes reaccionen amb sorpresa davant d'alguna cosa fora de la pantalla.
Joan
Una jove, Joan, arriba a una parada d'autobús després de fugir d'una institució mental. Un home gran que es diu Bill li ofereix un passeig amb ell i la seva dona Linda. S'aturen en un motel i en Joan es dutxa, revelant una cicatriu a l'espatlla. Un flashback mostra que un policia li dispara. Bill li diu a Joan que la va recollir perquè li va recordar la seva filla difunta, que es va revelar que era Rose; l'endemà serà el novè aniversari de la mort de Rose, en què els seus pares visiten Bramford cada any. En Joan reconeix el nom de la Rose i es retira al bany, on reprimeix el riure. Es revela que Joan és un nom fals; l'autèntic Joan era una dona que va matar per robar el seu DNI.
Kat
Durant els dies previs a les vacances d'hivern, Kat està en contacte amb una entitat representada alternativament com una ombra amb banyes i una veu grava al telèfon. Aquesta entitat l'informa de la imminent mort dels seus pares i li ordena que mati tothom. Després d'esmorzar, les monges reben una trucada telefònica que els informa que els pares de Kat han mort. Després que Rose sigui enviada a netejar de neu el camí d'accés, Kat assassina les dues monges. Ella persegueix a Rose; poc després que la Rose tingui el seu període, confirmant que no està embarassada, Kat la mata a punyalades i la decapita. Gordon i el policia tornen a trobar la Kat postrada davant de la caldera, amb els caps tallats de les seves tres víctimes al seu costat. Ella exclama "Ave Satana!" abans que el policia li dispari a l'espatlla, revelant que "Joan" és Kat. Kat és detinguda en un hospital psiquiàtric, on un sacerdot fa un exorcisme. L'exorcisme aparentment té èxit, però Kat demana al dimoni que no la deixi abans que desaparegui.
"Joan", la Kat de nou anys més tard, assassina Bill i Linda quan es detenen a Bramford. Ella decapita els seus cadàvers i porta els caps a la sala de calderes de l'acadèmia, aparentment en un esforç per convocar el dimoni que va perdre fa anys. Tanmateix, troba la caldera freda i sense utilitzar. Ara, completament sola, abandona l'acadèmia i trenca a plorar enmig del camí.

## Repartiment
- Emma Roberts com a Joan, una fugida d'asil que viatja amb Bill i Linda.
- Kiernan Shipka com a Katherine, una estudiant de primer any incòmode i esgarrifosa que està sent perseguida per un esperit fosc mentre està a l'escola amb la Rose.
- Lucy Boynton com a Rose, una jove atrevida en el seu darrer any de secundària que tem que pugui estar embarassada. A ella se li uneix Kat durant les vacances d'hivern mentre estan atrapats a l'escola.
- Lauren Holly com a Linda, la mare de Rose i la dona de Bill a qui no li agrada Joan.
- James Remar com a Bill, el pare de la Rose, un home amable que està casat amb Linda i que mostra amabilitat amb la Joan conduint-la al seu destí.
- Greg Ellwand com el pare Brian, un sacerdot a l'internat.
- Elena Krausz com la Sra Prescott, una infermera de l'internat.
- Heather Tod Mitchell com a Sra Drake, una infermera de l'internat.
- Peter James Haworth com el Sr. Gordon, el director de l'internat.
- Peter Gray com a Rick, el xicot de Rose.
- Emma Holzer com a Lizzy, l'amiga de la Rose que primer descobreix que la Rose podria estar embarassada.

## Producció
Tot i que la pel·lícula només va rebre un gran llançament després que es mostrés I Am the Pretty Thing That Lives in the House, The Blackcoat's Daughter es va rodar primer, convertint-se en la pel·lícula de debut de Perkins.Perkins va assenyalar que tenia la intenció d'"explicar una història trista" sobre la pèrdua, i va utilitzar el gènere de terror i el subgènere de possessió, com a "Cavall de Troia". Perkins va assenyalar que podria haver fet la pel·lícula sense això, però va pensar que la seva omissió hauria provocat el compromís del públic amb la història diferent. El finançament de la pel·lícula va ser particularment difícil, i Perkins ho va atribuir a l'èxit "defallit" del gènere de terror, ja que el guió es va completar el 2012, però el rodatge no va començar fins al 2015. Tot i que aquells a qui Perkins va mostrar el guió estaven entusiasmats amb ell, molts d'ells creien que seria impossible de fer-lo. Després del càsting de Kiernan Shipka i Emma Roberts es va anunciar l'abril de 2014 i el càsting de Lucy Boynton, Lauren Holly i James Remar es va anunciar el febrer de 2015, la producció va començar.
La fotografia principal de la pel·lícula va començar el febrer de 2015 a Kemptville, Ontario, Canadà i la banda sonora de la pel·lícula va ser escrita pel germà de Perkins, Elvis Perkins, un cantautor.Perkins mai abans havia escrit una banda sonora, i va trobar el mitjà limitat, assenyalant que les restriccions "gairebé el van matar".

## Estrena
La pel·lícula es va estrenar al Festival Internacional de Cinema de Toronto el 12 de setembre de 2015 Poc després, A24 i DirectTV Cinema van adquirir els drets de distribució de la pel·lícula als EUA. ABMO Films va adquirir els drets de distribució canadencs. La pel·lícula es va estrenar als Estats Units a la Fantastic Fest el 24 de setembre de 2015. Al novembre de 2015, es va anunciar que la pel·lícula s'havia venut a diversos territoris internacionals a l'AFM, com ara el Regne Unit, França, Austràlia, Nova Zelanda, Amèrica Llatina, Polònia, Filipines, Tailàndia, Indonèsia, Malàisia, Vietnam i l'Orient Mitjà. La pel·lícula va ser retitulada de February a The Blackcoat's Daughter. La pel·lícula estava programada per ser llançada per DirectTV Cinema el 14 de juliol de 2016. Es va retrocedir al 25 d'agost de 2016, abans s'estrenarà en una edició limitada el 30 de setembre. La pel·lícula es va retirar de la programació i es va tornar a una data no revelada del 2017. Es va estrenar el 16 de febrer de 2017, a través de DirectTV Cinema, abans de ser llançat el 31 de març de 2017, en una edició limitada i a través de vídeo a la carta per A24. A Netflix UK, es va publicar amb el títol February.

## Recepció
A Rotten Tomatoes, la pel·lícula té un índex d'aprovació del 75%, basat en 75 ressenyes, amb una valoració mitjana de 6,6/10, i el consens del lloc sobre la pel·lícula diu: "De construcció lenta i atmosfèrica," Blackcoat's Daughter resisteix els tòpics de les noies en perill en un thriller sobrenatural que serveix com a targeta de presentació forta per al guionista i director debutant Oz Perkins." A Metacritic, la pel·lícula té una puntuació de 68 sobre 100, basada en crítiques de 17 crítics, que indiquen "crítiques generalment favorables".
Leslie Felperin de The Hollywood Reporter va escriure: "Com passa amb tantes de les millors pel·lícules de terror i misteri, la manera òptima de gaudir d'una primera visualització d'això és intentar mantenir-se el més ignorant possible sobre el que passa. Dit això, també està ple de detalls minúsculs que parpellejaràs i els trobaràs a faltar que compensaran les visualitzacions repetides." Joe Leydon de la revista Variety va escriure: "A més de tot el que fa bé a "The Blackcoat's Daughter", Perkins és just: quan tornes a reproduir la pel·lícula a la teva ment després de l'esvaïment final, t'adones que cada gir es va predir de manera obvia i que la revelació final es va amagar a la vista durant tot el temps." Va ser inclòs a la llista The New York Times de les "13 pel·lícules de terror més espantoses per veure" el 2020.